# Gary Fisher
Gary Christopher Fisher (* 1950) je považován za jednoho z vynálezců moderního horského kola.
Fisher začal ve 12 letech závodit v silniční a dráhové cyklistice. V roce 1968 toho musel nechat, protože podle pravidel závodů byly jeho vlasy příliš dlouhé. Toto pravidlo bylo zrušeno v roce 1972 a Fisherova kariéra pokračovala. Poté vyhrál evropský závod Transalp a národní titul Masters XC. Fisher začal pracovat na svém kole Schwinn 1930 Excelsior X roku 1975. V jeho inovacích na kole byly zahrnuty bubnové brzdy, motocyklové brzdové páky, lanka a trojité převodníky. Následující rok se Fisher účastnil sjezdového závodu Repack, pořádající jeho spolubydlícím Charlie Kellym. Závod používá klikaté sjezdové tratě na Pine Mountain blízko Fairfax, Kalifornie, severně od San Francisca. Fisher drží rekordní čas na dráze Repack v 4:22:0,06. 
Kelly začal razit termín „mountain biking“ v roce 1979 poté, co ho slyšel u mechanika. Ten rok Fisher a Kelly založili MountainBikes, první společnost, která se specializuje na výrobu tohoto typu jízdních kol. Rámy stavěl Tom Ritchey, který později založil vlastní firmu. První model prodávali za 1300 dolarů, a bylo vyrobeno 160 kusů v prvním roce.
Rok 1980 byl ve znamení zavedení komponentů Shimano a neblahého pokusu o vytvoření ochranné známky „mountain bike“. Společnost byla v roce 1983 rozpuštěna a ještě téhož roku Fisher založil firmu Gary Fisher Mountain Bike. Tu v roce 1991 prodal na Tchaj-wanu společnosti Anlen, ve společnosti zůstal jako prezident. V roce 1992, Howie Cohen, který dříve dovážel kola značky Nishiki, Azuki a Kuwahara, zprostředkoval spojení Gary Fisher Mountain Bike a Trek Bicycle Corporation (1993).

## Po prodeji firmy
Fisher se nyní ve firmě zabývá návrhem kol a jejich uváděním na trh, spolu s tím i radí závodníkům, a sponzoruje tým.

## Ocenění
V roce 1988 byl Fisher uveden do Mountain Bike Hall of Fame. Časopis Smithsonian ho v roce 1994 označil za „zakladatele horských kol“. V roce 1998 se Fisher dočkal uznání časopisem Popular Mechanics za své inovace v oblasti sportu.